# رامونی (بازیکن فوتبال، زاده ۱۹۲۹)
رامونی (انگلیسی: Ramoní؛ ۶ فوریهٔ ۱۹۲۹ – ۶ ژانویهٔ ۲۰۱۷) بازیکن فوتبال اهل اسپانیا بود.
از باشگاه‌هایی که در آن بازی کرده‌است می‌توان به باشگاه فوتبال گرانادا و باشگاه فوتبال سویا اشاره کرد.
وی همچنین در تیم ملی فوتبال اسپانیا بازی کرده‌است.